# 2357 Phereclos
2357 Phereclos è un asteroide troiano di Giove del campo troiano del diametro medio di circa 94,9 km. Scoperto nel 1981, presenta un'orbita caratterizzata da un semiasse maggiore pari a 5,2093458 UA e da un'eccentricità di 0,0447183, inclinata di 2,66895° rispetto all'eclittica.
L'asteroide è dedicato a Fereclo, il giovane architetto troiano amico di Paride, che fabbricò per lui la flotta con cui si recò a Sparta per rapire Elena.